# دیگر موجود نیست!
دیگر موجود نیست! (انگلیسی: Going! Going! Gone!) یک فیلم کمدی صامت کوتاه به کارگردانی گیلبرت پرت است که در سال ۱۹۱۹ منتشر شد.

## بازیگران
- هارولد لوید
- اسناب پالرد
- ببه دنیلز
- سمی بروکس
- هلن گیلمور
- والاس هاو
- دی لمپتون
- گاس لئونارد
- بل میچل
- ماری موسکینی
- جیمز پروت
- باد جیمیسون